# Madonna (art)

Mare de Déu del Llibre, de Sandro Botticelli, (1480).

Una Madonna o Mare de Déu és una representació de Maria, sia sola o amb el nen Jesús. Aquestes imatges són icones molt importants tant per a l'Església Catòlica com per a l'Ortodoxa. La Madonna amb el Nen o Mare de Déu amb el Nen és una imatge molt comuna en la iconografia cristiana. Es divideix en molts subtipus tradicionals, especialment en la iconografia ortodoxa, que sovint són coneguts per la ubicació d'una icona notable de cada subtipus, com ara la Mare de Déu de Vladímir, l'Agiosoritissa, la Mare de Déu de Blaquernes, etc. o segons la postura en la qual apareixen, com ara l'Hodegetria, l'Eleüsa, etc.
En contextos ortodoxos, aquestes imatges se solen conèixer com a Theotokos. Una Madonna és, en general, una representació de Maria amb el nen Jesús o sense en la qual ella és el subjecte i figura central de la imatge, possiblement flanquejada o envoltada per àngels o sants. Altres tipus d'imatges marianes en un context narratiu concret, com ara escenes de la Vida de la Verge (p. ex. l'Anunciació) no se solen conèixer amb el nom de Madonna.